# Giardino segreto
Giardino segreto (z (wł.), franc. jardin particulier) – dosłownie: "tajemny ogród" – część ogrodu wydzielona ogrodzeniem, o regularnym zarysie. Znajduje się w pobliżu domu, przeznaczona jest do kameralnego wypoczynku właściciela. Giardino segreto często występowała w ogrodach renesansowych i barokowych. W Polsce występuje w ogrodach pałacowych np. w Wilanowie, Baranowie czy Puławach.
Pierwowzorem giardino segreto był średniowieczny hortus conclusus.